# Guido Stampacchia

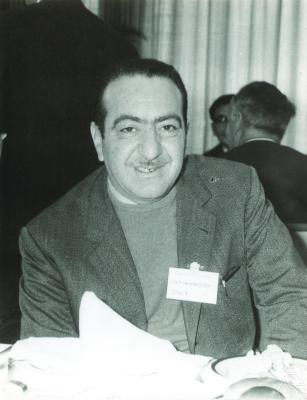
Guido Stampacchia

Guido Stampacchia (* 26. März 1922 in Neapel; † 27. April 1978 in Paris) war ein italienischer Mathematiker, der sich mit Analysis beschäftigte.

## Leben
Stampacchia war der Sohn eines Besitzers einer kleinen Eisenwaren-Fabrik, der unter Mussolini gezwungen wurde diese zu verkaufen. Er studierte ab 1940 an der Scuola Normale Superiore in Pisa. Im März 1943 wurde er in die italienische Luftwaffe eingezogen, machte im Sommer 1943 aber noch seinen Abschluss und ging dann in den italienischen Widerstand. 1944 gewann er ein Stipendium an der Universität Neapel, wo er bei Renato Caccioppoli (und Leonida Tonelli, der ihn in Pisa unterrichtet hatte) sein Diplom erhielt (Laurea). 1945 absolvierte er die Abschlussprüfungen an der Scuola Normale Superiore in Pisa. Er wurde Assistent am Marineinstitut in Neapel, wo er (ebenso wie an der Universität, wo er auf freiwilliger Basis unterrichtete) Analysis unterrichtete. 1949 wurde er Assistenzprofessor in Neapel und 1951 habilitierte er sich (Libera docenza). 1952 gewann er einen nationalen Wettbewerb für die Professur an der Universität Palermo, ging aber im gleichen Jahr an die Universität Genua, wo er 1955 eine volle Professur erhielt. 1966 wurde er mit einem Antonio-Feltrinelli-Preis ausgezeichnet. 1968 wurde er Professor an der Universität Rom (La Sapienza) und 1970 an der Universität Pisa. Er starb in Paris an einem Herzanfall. Er war unter anderem Gastwissenschaftler am Collège de France und dem Courant Institute of Mathematical Sciences of New York University.
Er beschäftigte sich mit Variationsrechnung, Funktionalanalysis und gewöhnlichen und partiellen Differentialgleichungen. Er ist mit Gaetano Fichera Begründer der Theorie der Variationsungleichungen. Während Fichera 1963 von einem Problem der Elastizitätstheorie ausging (Signorini Problem), war der Ausgangspunkt von Stampacchia die Regularitätstheorie partieller Differentialgleichungen. Er verallgemeinerte 1964 den Satz von Lax-Milgram und prägte den Begriff Variationsungleichung. Bald darauf gab er der Theorie mit Jacques-Louis Lions eine abstrakterer Fassung (Satz von Lions und Stampacchia).
1967 wurde er Präsident der Unione Matematica Italiana. 1970 war er Invited Speaker auf dem Internationalen Mathematikerkongress in Nizza (Variational inequalities) und 1962 in Stockholm (Second order elliptic equations and boundary value problems).
Er war seit 1948 mit Sara Naldini verheiratet, mit der er vier Kinder hatte.
Ihm zu Ehren ist die Stampacchia-Medaille benannt.

## Schriften
- mit David Kinderlehrer: An introduction to variational inequalities and their applications (= Pure and Applied Mathematics. 88). Academic Press, New York NY u. a. 1980, ISBN 0-12-407350-6.
- Équations elliptiques du second ordre à coefficients discontinus (= Séminaire de Mathématiques Supérieures. 16, ZDB-ID 261650-6). Presses de l’Universite de Montréal, Montréal 1966.
- mit Jaurés P. Cecconi: Lezioni di analisi matematica. 2 Bände. Liguori, Neapel 1960.